# Robin Drysdale
Robin Drysdale (Dedham, 18 settembre 1952) è un ex tennista britannico.

## Carriera
In carriera ha vinto un titolo di doppio, l'ATP Volvo International nel 1978, in coppia con lo statunitense Van Winitsky, battendo in finale Mike Fishbach e Bernard Mitton per 6–3, 6–4.
Nei tornei del Grande Slam ha ottenuto il suo miglior risultato raggiungendo i quarti di finale nel singolare e nel doppio agli Australian Open nel 1977.

## Statistiche

### Doppio

#### Vittorie (1)
| Numero | Anno | Torneo                                | Superficie  | Compagno     | Avversari in finale          | Punteggio     |
| 1.     | 1978 | ATP Volvo International, North Conway | Terra rossa | Van Winitsky | Mike Fishbach Bernard Mitton | 4-6, 7-6, 6-3 |